# Lustgarten (Potsdam)

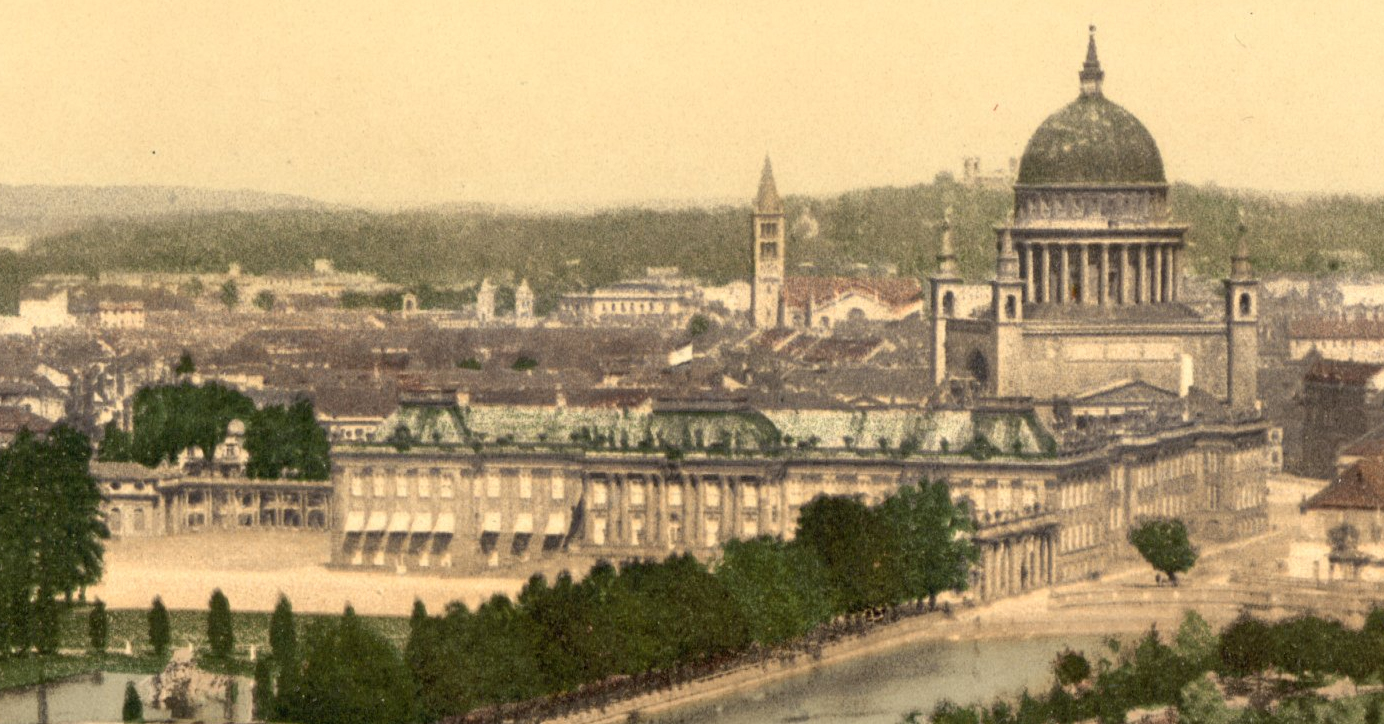
Historische Lustgarten rond 1900 tussen Havel, Stadtschloss en Nikolaikirche

De Lustgarten is het oudste park in Potsdam. Het ontstond rond 1660 tijdens de regeerperiode van Frederik Willem van Brandenburg. Als voorbeeld diende het park in de stad Kleef dat door de combinatie van park en kasteel veel bezoekers trok. De Lustgarten zelf werd onderdeel van de nieuwe combinatie van Stadtschloss, Alter Markt en de oever van de Havel. Het strekte zich uit vanaf de zuidzijde (tuinzijde) van het Stadtschloss tot aan de Havel. In het park waren lanen aangelegd die omzoomd waren met bomen. Daarnaast was er een bijzondere vijver (Neptunbecken) aangelegd met daarin beelden van onder andere Neptunus.
In opdracht van koning Frederik Willem I werd rond 1720 een groot deel van de Lustgarten in een exercitie- en paradeterrein veranderd voor de soldaten van het Pruisische leger. Zijn definitieve vorm kreeg de Lustgarten pas in 1829. De beroemde landschapsarchitect Peter Joseph Lenné maakte het ontwerp hiervoor. Hierna bleef de Lustgarten tot aan het einde van de Tweede Wereldoorlog bijna onveranderd.

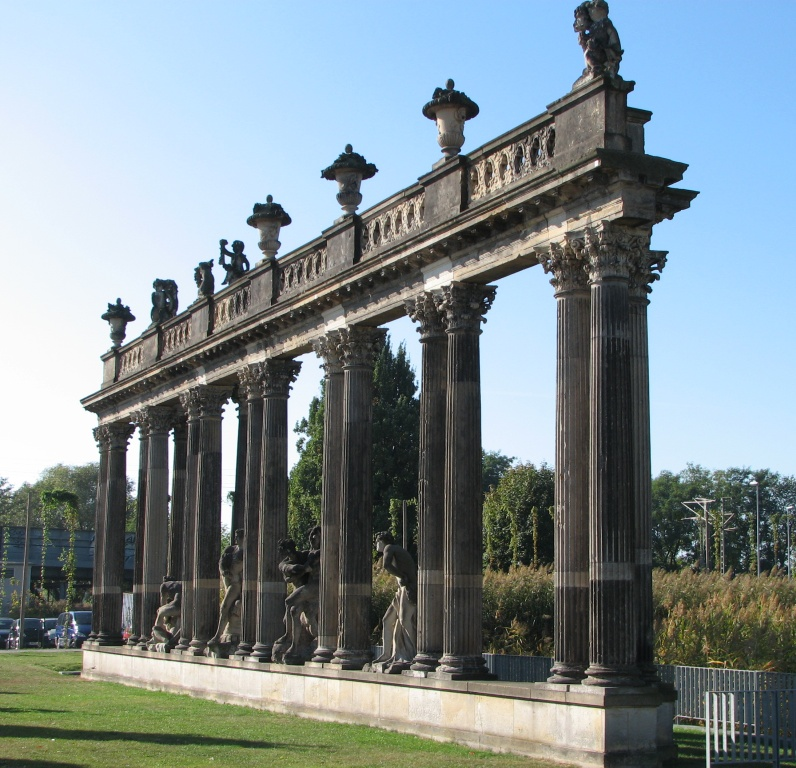
De Ringcolonnade van het gesloopte Stadtschloss

Na de Tweede Wereldoorlog was de Lustgarten zwaar beschadigd en werd op het terrein een stadion gebouwd waardoor het park grotendeels verdween. De laatste resten verdwenen met de bouw van het “Interhotel” (tegenwoordig Hotel Mercure) in de periode van 1962 tot 1964. Een deel van de ringcolonnade van het gesloopte Stadtschloss werd bij de nabijgelegen haven neergezet.
Naar aanleiding van de Bundesgartenschau in 2001 werd de Lustgarten opnieuw aangelegd. De Ringcolonnade en het Neptunbassin werden gerestaureerd en er werd een stadspark aangelegd voor sportevenementen en ontspanning. Aan de Haveloever werd een nieuwe aanlegplaats voor schepen gebouwd compleet met havengebouw, kade en horeca. Hiervandaan kunnen rondvaarten door het Havelland en naar Berlijn worden gemaakt. Daarnaast werd een groot gedeelte van de Lustgarten voorzien van een ondergrond van betonplaten. Hier worden volksfeesten, jaarmarkten en beurzen gehouden en het is de centrale evenementenlocatie van Potsdam.